# أثينا كاركاناس
أثينا كاركاناس هي ممثلة كندية، ولدت في 1981 في كندا.

## أعمال

### أفلام
- (2007) سو 4
- (2008) سو 5
- (2009) سرفايفل أوف ذا ديد[4]
- (2009) سو VI

### مسلسلات
- اللائحة
- المستكشفان

## وصلات خارجية
- أثينا كاركاناس على موقع IMDb (الإنجليزية)
- أثينا كاركاناس على موقع قاعدة بيانات الفيلم (الإنجليزية)
- أثينا كاركاناس على موقع كينوبويسك (الروسية)